# ZTE

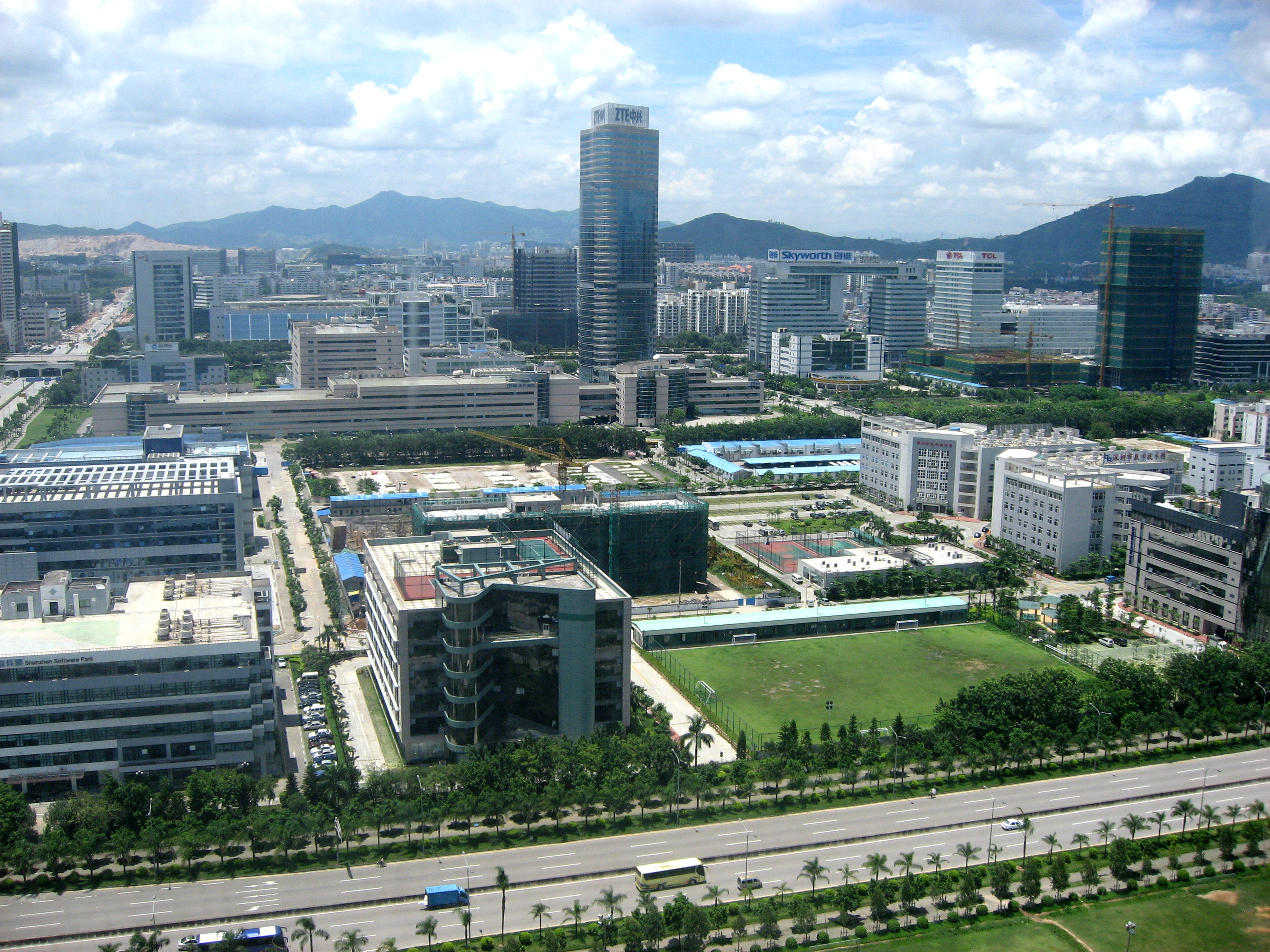
Hochhaus von ZTE im Shenzhen High-Tech Industrial Park

ZTE (chinesisch 中兴通讯股份有限公司, Pinyin Zhōngxīng Tōngxùn Gǔfèn yǒu Xiàn Gōngsī, englisch Zhong Xing Telecommunication Equipment Company Limited) ist ein 1985 gegründeter Telekommunikationsausrüster mit Sitz im Shenzhen High-Tech Industrial Park (SHIP) in Nanshan, einem Stadtteil von Shenzhen in der Provinz Guangdong in der Volksrepublik China. Die Aktien des Unternehmens werden an den Börsen Hongkong und Shenzhen gehandelt.

## Geschichte

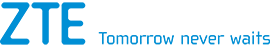
Alternatives Firmenlogo

Altes Firmenlogo

Seit 1996 expandiert die ZTE Corporation in ausländische Märkte. Von weltweit etwa 70.000 Mitarbeitern sind etwa 10.000 in über 100 Auslandsniederlassungen tätig. Zu den Kunden von ZTE zählen über 500 Netzbetreiber in mehr als 140 Ländern.
Das chinesische Wirtschaftsmagazin Global Entrepreneur zeichnete im Juni 2007 die indische Niederlassung von ZTE als bestes chinesisches Unternehmen im Bereich Emerging Markets aus. Im selben Jahr verlegte ZTE ihre Deutschlandzentrale nach Düsseldorf.
Der Schwerpunkt des Produktportfolios ist die Entwicklung und Herstellung von Geräten im Telekommunikations- und Netzwerkbereich (UMTS, GSM, xDSL, IPTV und LTE). Einige Vodafone-Basis-Handys wie das Vodafone 125 oder 225 stellte ZTE her.
ZTE schloss mit der Timor Telecom 2009 einen Vertrag. Man will das Mobilfunksystem in Osttimor ausbauen und Wideband CDMA etablieren. In Brasilien brachte ZTE eine Handy-Marke für den Billigmarkt heraus. Lateinamerika machte 2009 sieben Prozent von ZTEs weltweiten Einnahmen aus.
ZTE lieferte ab 2010 Hardware für den HSPA-Ausbau des Mobilfunknetzes von E-Plus und die belgischen KPN-Töchter.
In Österreich kooperiert der Mobilfunkanbieter Hutchison Drei Austria im Ausbau der Infrastruktur (seit 2010 HSDPA) mit ZTE. Alle Mobilfunkmasten werden mit ZTE modernisiert.
In Deutschland vermarktet die Discounter-Marke congstar ZTE-Smartphones seit 2012.
Am 12. August 2013 gab ZTE bekannt, sein erstes Smartphone ZTE Open mit Firefox OS über eBay in den USA und in Großbritannien anzubieten. Ohne Vertragsbindung eines Providers soll das Smartphone rund 80 US-Dollar kosten. Bislang war das ZTE Open seit Juli nur über den Provider Telefonica in Spanien, Venezuela und Kolumbien erhältlich.
In Deutschland übernahm ZTE am 8. Januar 2014 den technischen Betrieb für das E-Plus-Mobilfunknetz.
Ab der Saison 2016/2017 war ZTE Co-Sponsor von Borussia Mönchengladbach. Der Vertrag lief im Juni 2018 aus.
Auf dem GSMA Mobile World Congress stellte ZTE am 26. Februar 2017 das weltweit erste Smartphone vor, welches den Standard Pre5G Giga+ MBB für eine Datenübertragung von bis zu 1 Gigabit pro Sekunde unterstützt. Voraussichtlich 2020 erfolgt die Marktreife des 5G-Standards mit bis zu 10 mal schnelleren Downloadgeschwindigkeiten als LTE-Geräte.
In Italien setzt die Wind Tre seit dem Jahr 2017 beim Netz-Ausbau vollständig auf ZTE-Technik.
Am 10. Mai 2018 stellte ZTE Teile der Geschäftstätigkeit ein. ZTE sollte bis 2025 keine Halbleiter-Chips des US-amerikanischen Herstellers Qualcomm mehr erhalten, da Mobiltelefone mit jenen Chips in die Islamische Republik Iran exportiert wurden. Anfang Juni 2018 wurde diese Politik per Präsidialverfügung revidiert. Gegen eine Kompensationszahlung von einer Milliarde Dollar, Einzahlung von weiteren 400 Millionen Dollar auf ein Treuhandkonto, den Austausch des Führungspersonals sowie besonderen Compliance-Verpflichtungen darf ZTE jetzt wieder mit Halbleiter-Chips beliefert werden.
Zum Ende des Jahres 2018 kündigte der Netzbetreiber Telefónica Deutschland den seit vier Jahren laufenden Vertrag für die Wartung des Telefónica-Netzes in Deutschland. Das Handelsblatt berichtete, bei der Wartung des Telefónica-Netzes habe es sich um den wichtigsten Auftrag von ZTE in Deutschland gehandelt, mit dem mehr als die Hälfte der Beschäftigten von ZTE in Deutschland betraut waren.

## Produkte

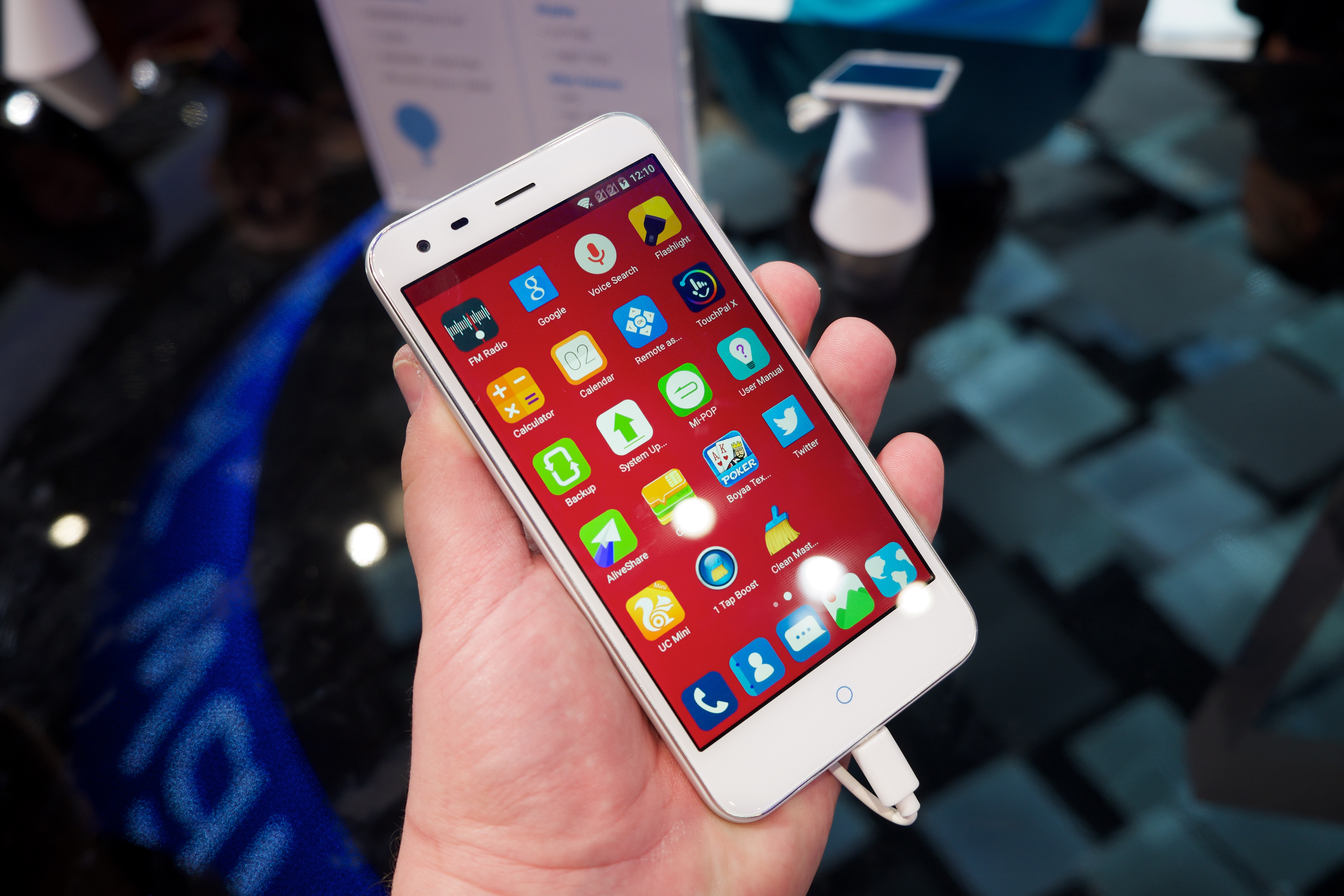
Smartphone ZTE Blade S6 Plus (2015)

In Deutschland und in anderen Teilen der Welt werden zahlreiche Endgeräte, z. B. USB-Surf-Sticks, WLAN-Router und Mobiltelefone, aus der Herstellung von ZTE unter anderem von Telekom, Vodafone und O2 vertrieben. Auf dem GSMA Mobile World Congress (MWC) im Februar 2012 stellte ZTE außerdem zahlreiche Tablets eigener Bauart vor, mit dem das Unternehmen auf dem europäischen Markt Fuß fassen will.
Zu den bekannten Produkten gehören beispielsweise die Smartphone-Modellfamilien ZTE Blade und ZTE Axon.
Darüber hinaus kommt das chinesische integrierte System zur Überwachung des Festnetz-, Mobiltelefon- und Internetverkehrs Zxmt von ZTE, die es auch an den Iran, Libyen und Äthiopien verkaufte.

## Kritik
Im Oktober 2012 wurde öffentlich bekannt, dass die US-amerikanische Regierung dem Unternehmen ZTE Beihilfe zu staatlicher Industriespionage vorwirft.
Die Staatsanwaltschaft Bonn hat im Jahr 2016 Ermittlungen gegen mehrere Manager der Firma eingeleitet, nachdem ein Telekom-Mitarbeiter gestanden hatte, Bestechungsgelder angenommen und Betriebsgeheimnisse verraten zu haben. Beide Manager setzten sich vermutlich in die Heimat ab und sind für die Justiz nicht greifbar. Ähnliche Vorwürfe sind auch von Seiten der norwegischen Telefongesellschaft Telenor bekannt.
2017 musste ZTE für eine Einigung mit dem US-amerikanischen  Office of Foreign Assets Control (OFAC) 100 Millionen US-Dollar zahlen, um von Sanktionen befreit zu werden, die dem Konzern für das Liefern von US-Technologie an Nordkorea und den Iran auferlegt worden waren.
Im April 2018 entschied das US-Verteidigungsministerium, aus Sicherheitsgründen den Verkauf von ZTE- und Huawei-Geräten auf Militärstützpunkten zu verbieten.
Im November 2022 untersagte die Federal Communications Commission (FCC) aus Gründen der nationalen Sicherheit auf Grundlage des Secure Equipment Act von 2021 den künftigen Import und die Vermarktung von ZTE-Produkten in den USA.
Im Juli 2024 beschloss die deutsche Bundesregierung, dass Mobilfunkanbieter die kritischen Komponenten innerhalb der Steuerungstechnik ihrer 5G-Netze bis 2029 ersetzen müssen.